# Difluorométhane
Pour les articles homonymes, voir R32 et HFC.
Le difluorométhane, appelé aussi HFC-32 ou R-32, est un alcane dihalogéné. C'est une molécule de méthane à laquelle deux des quatre atomes d'hydrogène ont été substitués par des atomes de fluor. Il fait partie de la famille des hydrofluorocarbures (HFC)

## Propriétés
C'est un gaz qui fait avec l'air des mélanges hautement explosifs. Il est  bien plus lourd que l'air et contrairement aux autres HFC il est soluble dans l'eau. Contrairement aux CFC, il n'a pas d'effet sur la couche d'ozone (ODP = 0), mais il est un gaz à effet de serre dont le potentiel de réchauffement global est de 550 à 675 selon les études.

## Utilisations
Le difluorométhane est utilisé comme réfrigérant. Son mélange zéotrope avec le pentafluoroéthane est connu sous le nom de R410A, et est utilisé comme fluide frigorigène en remplacement des chlorofluorocarbures (CFC), ou plus notoirement des fréons qui sont eux dangereux pour la couche d'ozone.